# Ravza Kavakçı Kan
Ravza Kavakçı Kan (Istanbul, 30 de març de 1972) és una política turca que va ser elegida diputada del Partit de la Justícia i el Desenvolupament (Adalet ve Kalkınma Partisi, AK Parti) per Istanbul el 7 de juny de 2015. És membre del Comitè Central d'Execució de Decisió del Partit de la Justícia i el Desenvolupament, i també va ser membre de la junta directiva de la Universitat d'Üsküdar.